# Hans Wübbers
Hans Wübbers (Hamburg, 1937) is een Duits componist en dirigent.

## Levensloop
In zijn geboortestad ging Hans Wübbers op school en hij vond aansluitend werk als orgelbouwer. Tijdens zijn schoolopleiding kreeg hij les in piano en trombone. Gedurende de dienstplicht bij de Duitse Bundeswehr, die hij meestentijds in een muziekkorps volbracht, kwam hij in contact met de blaasmuziek. Dat was de bron voor zijn studie tot kapelmeester aan de Staatliche Hochschule für Musik te Hamburg. In 1963 behaalde hij zijn diploma's.
Na afsluiting van zijn studie werd hij plaatsvervangend dirigent bij het Heeresmusikkorps 11 te Bremen. Vanaf 1978 was Wübbers in het ministerie voor Landsverdediging werkzaam en verantwoordelijk voor het personeel van de militaire muziekdienst. In maart 1999 ging hij met pensioen. Sindsdien is hij in de amateuristische muziekbeoefening actief. Ook is hij een veelgevraagd jurylid bij concoursen; zo was hij onder andere in 1981, 1985 en in 1997 jurylid bij het Wereld Muziek Concours te Kerkrade. Hij is Landesausbildungsleiter voor alle harmonieorkesten in het Landesfeuerwehrverband Hessen (de brandweerfederatie van de muziekkorpsen uit de Duitse deelstaat Hessen).

## Composities

### Werken voor harmonieorkest
- Marsch der Neusser Reiter, voor harmonieorkest

### Werken voor blazers
- Auf, auf zur fröhlichen Jagd, voor jachthoornkorps
- Jubiloso, fanfaretrompetten in Es en tamboers

- Gemeinsame Normdatei: 135190525
- International Standard Name Identifier: 0000 0003 7197 7305
- Virtual International Authority File: 80020128
- WorldCat: E39PBJqQvWPFMY9fxhJ9XMk7HC